# Crescimanno
La famiglia Crescimanno o Crescimanni (la variante Crescimanni è in uso presso il ramo marchionale della famiglia) è annoverata tra le più antiche e importanti famiglie dell'aristocrazia siciliana nonché tra le più antiche tra quelle feudali del Val di Noto e fra quelle patrizie di Piazza Armerina e Caltagirone. Si crede essere di stirpe normanna e tra quelle che parteciparono alla conquista dell'isola al seguito del Gran Conte Ruggero I d'Altavilla nel 1060.
I Crescimanno si imparentarono con alcune delle più illustri casate del Mezzogiorno tra le quali Trigòna, Moncada di Paternò, Tomasi di Lampedusa, Paternò Castello, Ansalone, Monroy, Gravina, Guevara, Lanza, Bruno ecc. Tra i feudi a essa appartenuti ci sono un principato, una ducea, due marchesati e un gran numero di baronie.
La famiglia è tuttora fiorente in Sicilia, Toscana e Lombardia.

## Medioevo
I Crescimanno giunsero in Sicilia nel 1061 al seguito del Gran Conte Ruggero I durante la conquista normanna dell'isola. Alcuni storici, invece, sostengono che la famiglia sia di origine longobarda e giunta in Sicilia intorno all'anno 1161 durante il regno di Re Guglielmo I il Malo.
Gli storici siciliani sono concordi nell'affermare che i Crescimanno siano stati tra i fondatori di Piazza Armerina nell'anno 1166 per ordine di Re Guglielmo II il Buono. I primi membri della famiglia ad essere ricordati sono: Bernardo de Criximanno, fondatore di Piazza Armerina durante il regno di Guglielmo II d'Altavilla (1166 circa); Giovanni, castellano e prefetto di Piazza Armerina nel 1354, i fratelli Ottavio e Giacomo, quest'ultimo marito di Violante Lancia sorella di Corrado barone di Longi, che nel 1360 presero le armi contro il prefetto Guido Ventimiglia per scacciarlo dal castello di Piazza e rimpiazzarlo col cognato Corrado. I due fratelli guidarono un esercito ribelle di sostenitori della fazione latina che riuscì a sbaragliare l'esercito regio guidato dalla fazione catalana nel corso della Seconda Guerra del Vespro.
Un fra' Guglielmo Crescimanno fu monaco benedettino del monastero di Santa Maria delle Scale di Palermo, Abate di Santa Maria degli Angeli di Baida e Visitatore Apostolico per i monasteri della Sicilia di Papa Urbano V nel 1360. Egli fondò l'abbazia parlamentare di Santa Maria del Fundrò, nel territorio di Piazza, con il placet di Papa Bonifacio IX del 1404 confermato da Martino V nel 1418. L'edificazione dell'abbazia fu conclusa nel 1421 e fra' Guglielmo ne fu il primo Abate parlamentare fino alla sua morte avvenuta nel 1431.
Il primo barone della famiglia fu Pasquale, paggio di Re Martino I e familiare dell'Infante Pietro d'Aragona Duca di Noto che acquistò la baronia di Cametrici da Damiano Rosso barone di Cerami nel 1406 e ne fu investito da Alfonso I il Magnanimo nel 1453. Alla morte di Pasquale succedette il figlio Bartolomeo investito dallo stesso Re nel 1455. Infine Marino de Criximanno partecipò ai Parlamenti Siciliani in qualità di rappresentante di Piazza Armerina nella prima metà del '400. Egli sposò Giovannella Monroy.

## Secoli XVI e XVII
Nel XVI e XVII secolo i Crescimanno dominarono la scena politica di Piazza Armerina. In particolare il giurato Pasquale II, terzo barone di Cametrici, si mise alla testa del popolo in rivolta contro le tasse imposte da Re Ferdinando II il Cattolico e per questo fu bandito dalla città.
Agli inizi del Cinquecento molti membri della famiglia furono accusati di eresia e furono costretti ad abbandonare la città rifugiandosi in altre parti della Sicilia. Perrello acquistò la baronia di Spitalotto nel 1531 e ne prese investitura dall'Imperatore Carlo V: morì assassinato nel 1537 a seguito di un agguato in chiesa ordito dagli oppositori della famiglia. Gli succedette il figlio Lelio che sposò Silvia Trigòna Velardita baronessa di Bessima, discendente diretta di Federico III d'Aragona. Giovanni Francesco, figlio di Lelio, terzo barone di Spitalotto, fu signore di Montanaone e personaggio di grande cultura; nel 1551 scrisse una storia di Piazza Armerina indirizzata a Giovanni Francesco d'Aidone barone di Zolina. Egli ottenne il titolo di Don nel 1577. Ebbe due figli: Giacomo, capostipite del ramo dei marchesi di Madonìa e nobili dei duchi d'Albafiorita, e Cristoforo capostipite dei baroni di Bessima e duchi d'Albafiorita. Don Giuseppe, settimo barone di Cametrici, ottenne il mero e misto impero su tutti i suoi feudi dal viceré Pedro Téllez-Giron III duca d'Osuna nel 1612 e sposò Donna Leonora Guevara e Gravina dei principi di Palagonia. Vincenzo fu barone di Bubutello nel 1635 e di Capodarso nel 1696, Antonino fu Proconservatore di Piazza Armerina nel 1697 e un Guglielmo fu signore di Capo d'Orlando alla fine del secolo XVII.

### I Cavalieri di Malta
I Crescimanno sono stati tra le più importanti famiglie gerosolimitane del Mezzogiorno e annoverano tra i loro membri un gran numero di cavalieri di Malta che ricoprirono alcune tra le più alte cariche dell'Ordine: fra' Vincenzo Crescimanno fu balì di Santo Stefano di Monopoli nel 1612, altro Vincenzo fu ricevitore di Scicli nel 1636; fra' Lucio gran croce, balì, priore e commendatore di Piazza Armerina. Fu Legato presso Papa Innocenzo X ed eletto Gran Maestro dell'Ordine di Malta. Egli però morì la sera prima della cerimonia d'investitura; altro Lucio commendatore di Polizzi; Diego, Ignazio e Pietro fratelli. Un secondo Vincenzo che nella prima metà del '700 fu Grande Ammiraglio della Lingua d'Italia così come un Don Pietro nel 1731. Infine il giudice Don Antonino Crescimanni primo marchese di Madonìa che fu ricevuto nel Gran Priorato di Messina il 14 agosto 1786.

## Baroni di Capodarso
Questo è il ramo primogenito della famiglia e continuò a risiedere in Piazza Armerina, dove ricoprì le prime cariche cittadine, fino ai primi del '900, quando si trasferì a Palermo.
Il capostipite è Don Vincenzo Crescimanno e Petroso, primo barone di Capodarso e Bubutello investito nel 1696. Questi fu giurato di Piazza nel 1705. Il figlio Antonino fu il secondo barone di Capodarso e Bubutello, investito nel 1740, e giurato di Piazza nel 1741-42.
Altri membri illustri di questo ramo della famiglia furono: Francesco Paolo quinto barone di Capodarso e Bubutello, investito nel 1770, che fu capitano di Giustizia di Piazza nel 1786-87; Antonino, figlio di Francesco Paolo, che fu patrizio di Piazza nel 1812; Guglielmo, figlio di Antonino, membro della Guardia Nobile di re Ferdinando II delle Due Sicilie. Antonino (Piazza Armerina 1856-1901), nono barone di Capodarso e Bubutello, figlio di Giuseppe e di Donna Maria Trigòna dei marchesi di Roccabianca, che fu sindaco di Piazza Armerina. Egli, proprietario dei terreni in contrada Casale dove fu rinvenuta la splendida villa dei mosaici, fu colui che diede inizio agli scavi che riportarono alla luce il sito. Infine Mario Crescimanno di Capodarso che fu Deputato dell'Assemblea Regionale Siciliana nella II e nella IV Legislatura.
Questa famiglia risulta iscritta nel Libro d'Oro della Nobiltà Italiana coi titoli di barone di Capodarso e signore di Bubutello. I membri di questa famiglia attualmente vivono tra la Sicilia e la Lombardia.

### Don Mariano Crescimanno[32]
Leonardo Sciascia nelle sue Cronachette, riprendendo una pagina dei diari del Villabianca, racconta le vicende del benedettino Don Mariano Crescimanno imprigionato con l'accusa di eresia nello Steri di Palermo. Il caso del monaco fece molto scalpore ai suoi tempi perché si trattava di un membro illustre dell'alta aristocrazia isolana.
Don Mariano Crescimanno nacque a Piazza Armerina nel 1695 da Giovanni, undicesimo barone di Cametrici, e da Donna Rasaria Petroso, baronessa di San Giuliano e Capodarso. Venne consacrato a Palermo dinnanzi alla prima nobiltà del regno; successivamente fece parte della Collegiata di Modica e lì nel 1735 iniziò a predicare, alla nobiltà e al clero, dottrine eretiche nel convento delle benedettine.
Nel febbraio del 1738 Don Mariano venne arrestato e incarcerato con l'accusa di molinismo. Nel 1743 professò l'atto di fede nella chiesa di San Domenico a Palermo dinnanzi alle prime cariche del Regno ma fu ugualmente condannato al carcere a vita.
Rinchiuso nella cappella dello Steri, si racconta che il monaco impazzì; le sue urla venivano udite notte e giorno fino al 12 novembre del 1771 quando il povero monaco spirò. In mancanza di assistenza ecclesiastica, l'infelice venne sepolto nel giardino del palazzo, in suolo non consacrato a lume spento.
Sciascia dà una descrizione sostanzialmente positiva del benedettino e si scaglia invece contro il marchese di Villabianca, accusato di essere un fanatico, e contro l'Inquisizione siciliana, che in quegli anni era all'apice della sua potenza ed era considerata santa dal Villabianca.

### I Crescimanno Tomasi
Francesco Paolo Crescimanno, figlio di Guglielmo dei baroni di Capodarso e di Donna Maria Trigòna e Stella dei principi di Calvaruso, sposò Donna Chiara Tomasi figlia del principe Don Giulio Fabrizio Tomasi di Lampedusa (bisnonno del celebre scrittore Giuseppe Tomasi di Lampedusa nonché ispiratore del personaggio del principe di Salina) e di Donna Stella Guccìa dei marchesi di Ganzaria nel 1872. I loro discendenti mutarono il cognome in Crescimanno Tomasi quali eredi di un ramo dell'illustre famiglia dei principi di Lampedusa.
I Crescimanno Tomasi sono ancora fiorenti in Sicilia e di essi vanno ricordati Don Mario Crescimanno Tomasi (1900-1978) deputato dell'Assemblea Regionale Siciliana, e Donna Isabella (scomparsa nel 2015), moglie del noto pittore Aldo Pecoraino, che scrisse un libro di memorie familiari.

## Duchi d'Albafiorita
Questo ramo discende da Cristoforo Crescimanno e da Silvia Barberini baroni di Bessima e si trasferì a Caltagirone nel '700 dove ricoprì le prime cariche cittadine. Paolino Crescimanni fu senatore di Caltagirone nel 1703-04 e patrizio nel 1705-06; Don Francesco Crescimanni suo figlio, fu il primo duca d'Albafiorita, primo barone di Pietrevive e primo signore di Caccione in famiglia, investito nel 1749 da Carlo III di Borbone, quale erede del duca Giuseppe Salomone, suo zio, morto senza figli. Don Francesco fu capitano di Giustizia nel 1750 e senatore di Caltagirone nel 1784; un altro Francesco fu proconservatore di Caltagirone nel 1810. Di questo ramo vanno ricordati:
- Don Gaetano Crescimanno e Polizzi, sesto duca d'Albafiorita (Caltagirone 1832-1913), figlio del duca Paolino e di Donna Brigida Polizzi dei marchesi di Sorrentino, fu insigne musicista: tra le sue opere si ricorda la Maria Tiepolo composta nel 1875 che riscosse un enorme successo al teatro Argentina di Roma, al Covent Garden di Londra, al Teatro Reale di Malta e al Teatro di Anversa in Belgio. Sposò Donna Ignazia Arezzo de Spucches figlia di Francesco Arezzo barone di Donnafugata, proprietario del famoso castello che porta il nome del borgo, e di Donna Vincenza de Spucches dei principi di Galati[35];
- Silvio Milazzo Crescimanno (Caltagirone 1903- Catania 1982) fu Presidente della Regione Sicilia dal 1958 al 1960;
- Ottavia Penna Crescimanno (Caltagirone 1907-1986) fu una della 21 "Madri Costituenti" e fu anche la prima donna a essere candidata alla carica di Presidente della Repubblica proprio durante i lavori della Costituente nel 1946;

La famiglia è ascritta nell'Elenco Ufficiale Nobiliare Italiano del 1922 coi titoli di duca d'Albafiorita, barone di Pietrevive e signore di Caccione.
La discendenza del ramo calatino sopravvive ancora essendo confluita in altre famiglie che ne perpetuano la memoria.

### I Trigòna Crescimanno
Ramo collaterale che detenne i titoli di barone dei Salti dei Mulini di Piazza, di Belvedere e di Don Nicastro. Si originò da Donna Angela Maria Crescimanno figlia di Don Pietro Crescimanno barone di Bessima che venne investita nel 1704 a seguito della morte del padre.
Donna Angela Maria sposò Don Onofrio Trigòna dal quale ebbe Don Gaetano Trigòna Crescimanno investito nel 1758 e Don Giuseppe Trigòna Crescimanno patrizio di Caltagirone nel 1787. Alla morte senza figli del barone Gaetano, succedette il figlio del fratello Giuseppe, Don Onofrio, che venne investito nel 1784 dei feudi di Belvedere, Don Nicastro e Salti dei Mulini di Piazza.

## Marchesi di Madonìa (Crescimanni)
Questo è il ramo palermitano della famiglia trasferitosi da Piazza Armerina a Palermo a partire dal '600. Il capostipite è Giacomo Crescimanno barone di Spitalotto e fratello di Cristoforo. Nella capitale siciliana ricoprì alcune tra le più alte cariche del Regno.
Antonino, nipote del celebre marchese di Squillace, fu uno dei più importanti giuristi del suo tempo: redasse le Costituzioni del Pecuniario Banco Palermitano nel 1761 su richiesta del Senato palermitano, fu Presidente della Gran Corte Civile del Regno, giudice della Corte Pretoriana di Palermo nel 1752-53, giudice del Concistoro nel 1761-62. Egli fu chiamato dal Duca di Modena e Reggio Francesco III d'Este per riformare gli statuti del suo stato e diede un contributo decisivo alla nascita del Codice Estense, il primo tentativo di Costituzione di stampo illuminista in Italia. A Modena fu Ministro plenipotenziario della Giustizia e Presidente del Supremo Consiglio di Giustizia del Ducato. Tornato in Sicilia ebbe una lunga vertenza col principe di Carini per la baronia di Terrasini. Nel 1774 fu investito del principato di Cassaro, del marchesato di Sortino (questi due feudi erano Parìe, ovvero davano il diritto di sedere nella Camera dei Pari del Regno di Sicilia), e del feudo Monasteri pro persona nominanda in attesa che la Gran Corte Civile del Regno decidesse riguardo all'eredità del principe Gaetani morto senza discendenti diretti che entrerà in Casa Statella. Antonino acquistò il titolo di marchese di Madonìa da Giuseppe La Farina e ne fu investito da Ferdinando I delle Due Sicilie nel 1789.
La sorella di Antonino, Francesca, sposò Giovanni Xaxa barone di San Carlo e Regio Tumoliere di Palermo e del Val di Mazara. Il figlio Salvatore, secondo marchese di Madonìa, fu giudice della Gran Corte Criminale nel 1812. Salvatore sposò in Palermo nel 1796 Donna Rosa Caracciolo dei baroni dello Zarbo. Loro figli furono: Antonino, terzo marchese di Madonìa, membro delle Reali Guardie del Corpo del Re delle Due Sicilie; Brigida, che sposò in prime nozze a 27 febbraio 1832 il cugino Don Isidoro Spanò Caracciolo dei baroni di San Giuliano e, rimasta vedova, sposerà il 30 aprile 1851 il fratello Nicola Spanò; e Angela che sposò l'ammiraglio Mario Petrilli, sepolto nel pantheon di Palermo.
Di questo ramo vanno inoltre ricordati: Don Giovanni Crescimanno (o Crescimanni) dei marchesi di Madonìa (Palermo 1762- Corleone 1837), giurato di Corleone nel 1804-05 e senatore nel 1810-11 che sposò Donna Francesca Paola Berlingieri e Vasi nel 1784, nipote del conte Giuseppe Vasi, celebre architetto e incisore della Corte di Papa Clemente XIII e zia dei fratelli Gaetano e Antonino Sangiorgi senatori del Regno d'Italia; il canonico Giuseppe Maria (Corleone 1821-ivi 1894), Ciantro della Matrice di Corleone e membro della Società Siciliani di Storia Patria dal 1887; Don Giuseppe (Corleone 1806), giudice circondariale di Marsala che sposò donna Angela Spanò Caracciolo dei baroni di San Giuliano; Don Nicola (Corleone 1805- La Valletta 1885), giudice della Gran Corte Civile di Palermo, Giudice della Gran Corte Civile di Messina, Presidente della Gran Corte Civile di Cosenza, nominato da Ferdinando II come suo Procuratore Generale presso la Gran Corte Criminale di Trapani di cui, successivamente, assunse la presidenza. Egli fu inviato a Trapani dal Luogotenente del Regno, Paolo Ruffo principe di Castelcicala, per sedare le rivolte dell'aprile del 1860 e redasse un dettagliato rapporto sui giorni precedenti lo sbarco dei Mille a Marsala. Fu insignito del Reale Ordine di Francesco I e del prestigioso Ordine di San Ferdinando da re Ferdinando II di Borbone. Infine Bernardo, cavaliere dell'Ordine della Corona d'Italia (Corleone 1828- ivi 1910), fu pretore di Corleone e fu scelto tra i cittadini siciliani più in vista per accogliere Giuseppe Garibaldi a Palermo durante la sua visita del 1862. Bernardo ospitò il generale Garibaldi nel suo palazzo di Corleone.
La famiglia è ascritta nell'Elenco Ufficiale della Nobiltà italiana del 1922 col titolo di marchese di Madonìa. I suoi membri attualmente vivono tra la Toscana e la Sicilia.

## Arma
Lo stemma di questa famiglia è d'azzurro al leone d'oro con una banda dello stesso attraversante sul tutto. Il ramo d'Albafiorita ha una fascia al posto della banda.